# Kathleen Battle

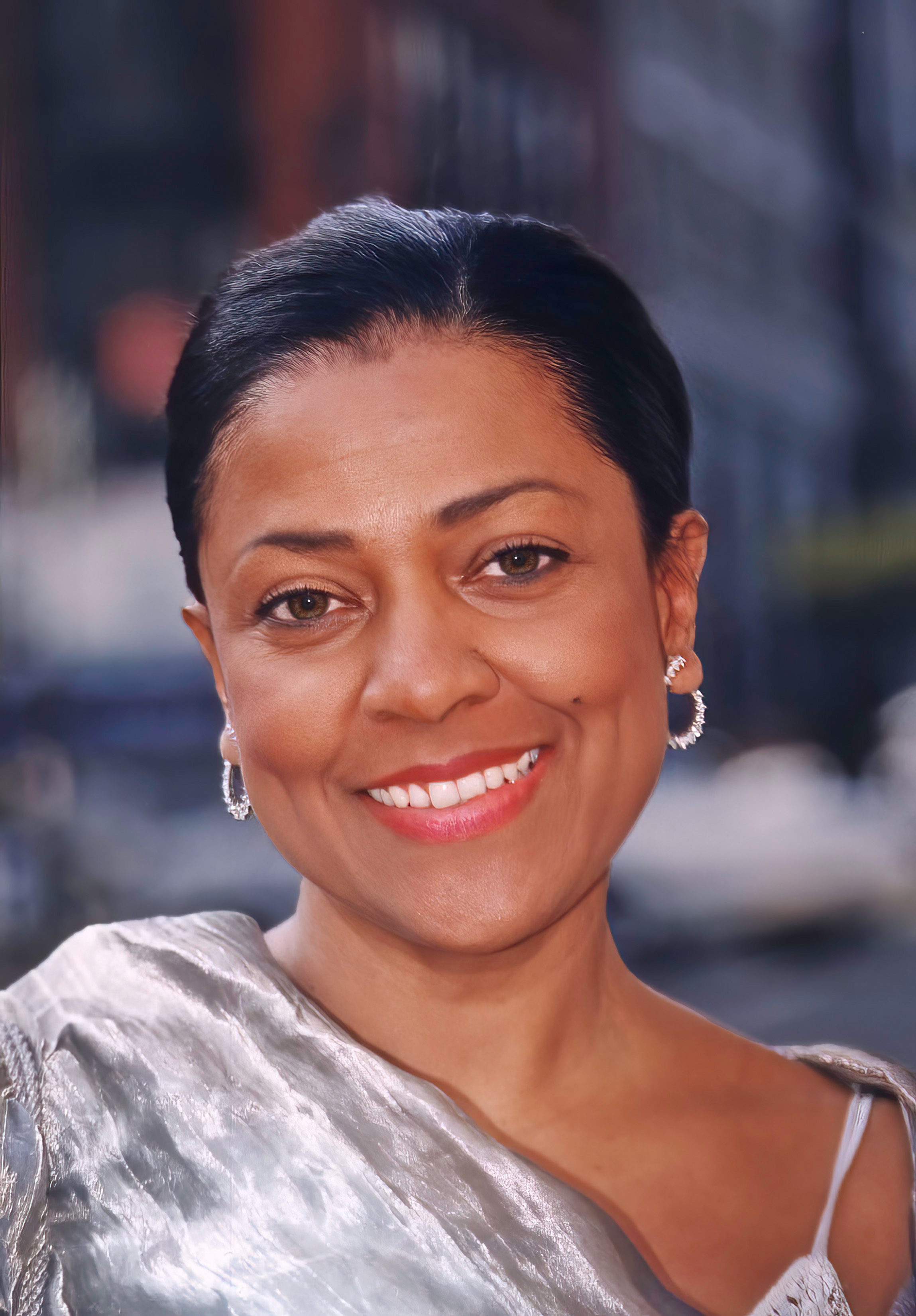
Kathleen Battle (1999)

Kathleen Battle (* 13. August 1948 in Portsmouth, Ohio, USA) ist eine US-amerikanische Opernsängerin (Sopran).

## Leben
Kathleen Battle wurde als jüngstes von sieben Geschwistern geboren und wuchs in relativ einfachen sozialen Verhältnissen auf. Durch ihre Mutter wurde sie bereits früh an die traditionelle afroamerikanische Gospelmusik herangeführt und studierte schließlich am College-Conservatory of Music Cincinnati, Ohio, das sie 1971 mit dem Master’s Degree verließ. Sie arbeitete danach als Musiklehrerin und debütierte 1972 als professionelle Sängerin beim Spoleto Festival unter der Leitung von Thomas Schippers. Fünf Jahre später sang sie an der Metropolitan Opera in Richard Wagners Oper Tannhäuser. In der Folgezeit sang sie u. a. mit den Wiener Philharmonikern, den Berliner Philharmonikern, dem New York Philharmonic Orchestra und bei den Salzburger Festspielen. Zu den Höhepunkten ihrer Laufbahn zählt ihre Zusammenarbeit mit Herbert von Karajan, unter dessen Leitung sie in Mozarts Krönungsmesse im Petersdom in Rom vor Papst Johannes Paul II. (1985), als Solistin im Neujahrskonzert der Wiener Philharmoniker (1987) und als Zerlina in Don Giovanni in Salzburg (1987/88) zu hören war.
Ihr Repertoire umfasst die Arien von Bach, Händel, Mozart, Rossini, Franck und Fauré sowie Spirituals, die sie zusammen mit Jessye Norman im März 1990 bei einem Konzert in der Carnegie Hall gesungen hat. Dieses Konzert ist später auf CD erschienen. Für ihre Arbeiten wurde sie bisher fünf Mal mit dem Grammy Award ausgezeichnet.
Eine ihrer bekanntesten Interpretationen ist das Lied Lovers, komponiert von Shigeru Umebayashi, das sie zu dem Film House of Flying Daggers gesungen hat. Mit Wynton Marsalis nahm sie das Album Baroque Duet für Sony BMG auf, das 1992 erschienen ist. 2002 folgte Classic Kathleen Battle. Ebenso arbeitete sie für Aufnahmen mit Al Jarreau bzw. mit Cyrus Chestnut zusammen.

## Auszeichnungen
Grammy Awards
- 1987: Best Classical Vocal Soloist Performance
- 1988: Best Opera Recording
- 1988: Best Classical Vocal Soloist Performance
- 1993: Best Classical Vocal Performance
- 1994: Best Opera Recording